# Tokio Jokio
Tokio Jokio è un film del 1944 diretto da Norman McCabe. È un cortometraggio d'animazione di propaganda della serie Looney Tunes, noto per le sue rappresentazioni controverse e razziste del popolo giapponese, all'epoca nemico degli Stati Uniti d'America nella seconda guerra mondiale. Come molti cartoni animati di propaganda statunitense del periodo, non viene trasmesso più in televisione a causa di queste rappresentazioni razziste.
Il nome è un gioco di parole tra Tokio, la capitale del Giappone, e joke, che significa "scherzo" in inglese. Il titolo potrebbe anche riferirsi a Hideki Tōjō, in quanto le prime due sillabe di ogni parola formano il suo nome (Tokio Jokio).

## Trama
Il film finge di essere un cinegiornale giapponese che è stato preso dalle truppe statunitensi durante la seconda guerra mondiale. Ogni segmento ritrae una scena separata che in teoria dovrebbe lodare la vita nipponica e lo sforzo bellico. In realtà, ogni segmento ha un contenuto satirico, spesso razzista, nel ritrarre i giapponesi e i loro alleati dell'Asse come dei falliti incompetenti, patetici e autodistruttivi.

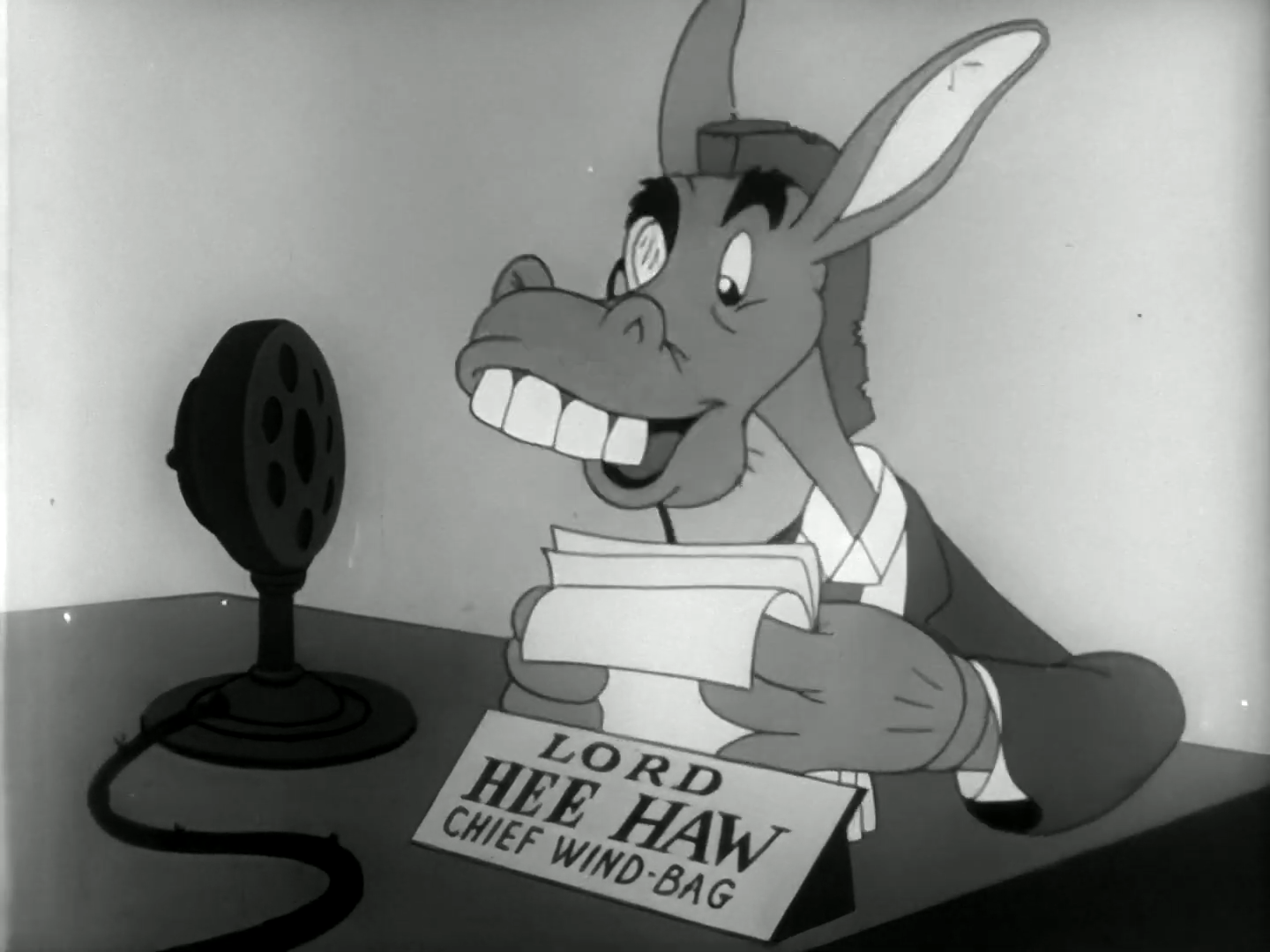
La breve apparizione di Lord Haw-Haw come Lord Hee Haw.

Tra i personaggi parodiati in questo corto propagandistico sono presenti il primo ministro nipponico Hideki Tōjō, l'ammiraglio Isoroku Yamamoto (che morì il 18 aprile 1943, circa un mese prima dell'uscita del cartone, avvenuta il 15 maggio), il generale Masaharu Honma, il conduttore radiofonico inglese filonazista William Joyce, detto Lord Haw-Haw (che diventa "Lord Hee Haw" e ha l'aspetto di un asino antropomorfo), Adolf Hitler (che riceve una cartolina "di vacanze" da Rudolf Hess, imprigionato in un campo di concentramento) e Benito Mussolini.

## Produzione
Questo fu l'ultimo cortometraggio della Warner Bros. ad essere diretto da Norman McCabe. Tokio Jokio è uno dei 122 corti animati della Warner Bros. il cui diritto di copia non venne rinnovato nel 1971, pertanto è di dominio pubblico negli Stati Uniti.